# Battaglia di Fontenoy (841)
La battaglia di Fontenoy fu combattuta il 25 giugno 841 tra l'imperatore Lotario I ed il suo alleato, il re Pipino II di Aquitania, contro il fratello Ludovico II il Germanico ed il fratellastro Carlo il Calvo.

## Contesto
Nell'839 Ludovico il Pio, dopo tante ribellioni dei figli, divise per l'ultima volta l'impero: a Lotario, il figlio maggiore spettavano il titolo imperiale, la corona d'Italia e l'Austrasia incluse Sassonia e Turingia; al terzogenito Ludovico il Germanico, la Baviera; ed al fratellastro, ultimogenito, figlio della seconda moglie Giuditta di Baviera, la Neustria e l'Aquitania; mentre il nipote Pipino II, erede del secondogenito Pipino I, fu diseredato.
Dopo la morte del padre, il 24 luglio 840 a Strasburgo, Lotario dichiarò che tutte le terre dell'impero erano soggette al suo potere, quindi anche il fratello ed il fratellastro erano suoi vassalli e pertanto confermava l'Aquitania al nipote, Pipino II. Poiché i fratelli non accettarono l'imposizione, Lotario si mosse per primo ed avanzò nella valle della Loira. I nobili di Borgogna si divisero: Ermenaud III di Auxerre, Arnoul di Sens e Audri di Autun si schierarono per Lotario, Guerino di Provenza e Aubert di Avallon per Carlo. Mentre il conte di Parigi, Girart de Roussillon si schierò con l'imperatore, suo cognato. Nel marzo dell'841 le truppe burgunde guidate da Guerino si unirono alle truppe di Carlo il Calvo ed in maggio si unirono alle truppe di Ludovico a Chalons-sur-Marne. Pipino invece si unì a Lotario, in giugno, ad Auxerre.

## La battaglia
I due eserciti, di circa 150 000 uomini ciascuno, vennero a contatto il 25 giugno. Carlo stabilì il suo campo a Thury, sulla collina di Roichat. Lotario e Pipino attaccarono ed ebbero la meglio sino a che non si gettarono nella mischia Guerin coi suoi Provenzali. Mentre Pipino continuava ad avere il sopravvento su Carlo, Lotario cedette di fronte a Ludovico ed i Provenzali. Quando Bernardo di Settimania, che non si era ancora schierato, vide che la vittoria arrideva a Ludovico, corse coi suoi Tolosani in aiuto di Carlo a fermare l'avanzata di Pipino mentre gli imperiali andarono incontro ad una disfatta. Alla fine della battaglia si contarono circa 40 000 morti, tra cui Gerard di Alvernia e Ricwin di Nantes.

## Conseguenze
Mentre Pipino si ritirò in Aquitania e continuò a difendere il suo regno dalle pretese di Carlo il Calvo, combattendolo, con alterne fortune sino all'852, Lotario I si ritirò ad Aquisgrana, la sua capitale e con truppe fresche riprese una guerra di logoramento che lo portò alla sconfitta di Coblenza, dopo che a Strasburgo, il 14 febbraio 842, sotto una bufera di neve, Ludovico e Carlo si erano impegnati a cooperare più uniti di prima con il Giuramento di Strasburgo. Lotario, a marzo 842, abbandonò Aquisgrana, e col tesoro si rifugiò a Lione. Il 15 giugno a Mâcon, su un'isola sulla Saona, fu firmato il preliminare che portò poi al Trattato di Verdun, firmato all'inizio dell'843.

## Obelisco di Fontenoy

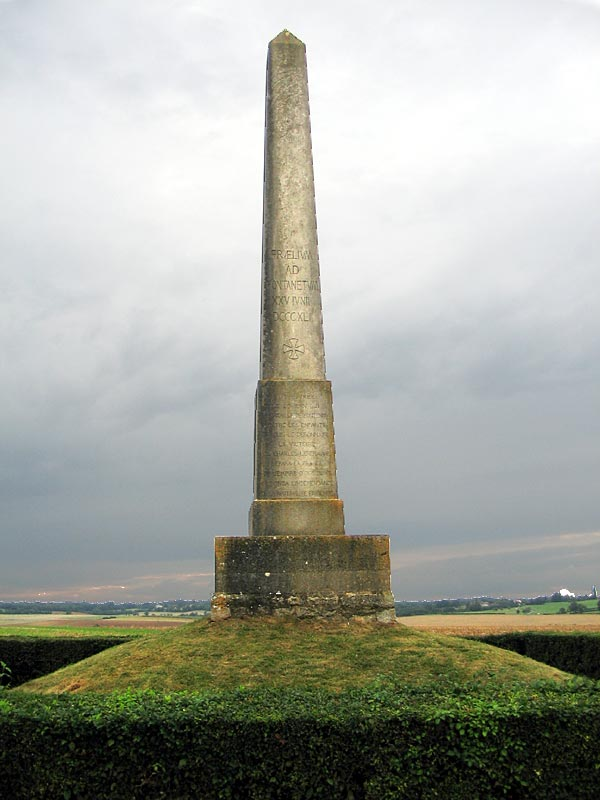
Obelisco che commemora la Battaglia di Fontenoy (841)

Nel 1860, durante il Secondo Impero francese, per ricordare i lontani avvenimenti che furono all'origine della futura nazione francese fu eretto un monumento per la gloria di quella battaglia sulle colline dominanti il paesino di Fontenoy-en-Puisaye.